# Пашнин, Сергей Иванович
Сергей Иванович Пашнин (род. 22 октября 1966, Челябинск) — советский хоккеист, нападающий. Мастер спорта СССР. Российский тренер.

## Биография
Воспитанник челябинского «Трактора», тренер Виктор Перегудов. В сезоне 1982/83 играл во второй лиге за челябинский «Металлург». Следующие пять сезонов провёл в высшей лиге в составе «Трактора», после чего завершил карьеру.
Работал тренером в СДЮСШОР «Трактор», Доме хоккея «Танкоград» Челябинск.